# 40歳の童貞男
『40歳の童貞男』（The 40 Year Old Virgin）は、2005年にアメリカで製作されたコメディ映画。放送映画批評家協会賞コメディ映画部門を受賞。

## ストーリー
家電量販店の店員アンディは、気のいい人当たりのよい男で、同僚たちからの評判も悪くない。しかし彼には、フィギュアなどのオタク趣味と、40歳にして未だ童貞という秘密があった。
ある日、同僚で悪友の3人の友人たちとポーカーに興じていると、話題は下ネタ、それもセックスに関するものになってしまう。話を振られ、作り話をするアンディだったが、彼らにセックス体験が全くないことを見破られてしまう。アンディに童貞を卒業させるべく、協力することを申し出る友人たち。しかし、彼らのナンパ指南や女性講座は、女性を絶対視するアンディにはいま一つ受け入れがたいものであった。
そんなアンディに出会いが訪れる。お相手は職場と通りを挟んだ向かいの店でネットオークションを営むトリシュ。慣れないながらも会話は弾み、アンディはトリシュに惹かれるものを感じる。友人たちの指南もあり、初デートでトリシュをベッドに誘うことに成功したアンディだったが、そこへ若い娘が帰ってくる。彼女は19を頭に3人の子持ちだったのだ。

## キャスト
※括弧内は日本語吹き替え
- アンディ - スティーヴ・カレル（島田敏）
- トリシュ - キャサリン・キーナー（藤生聖子）
- デビッド - ポール・ラッド（浜田賢二）
- ジェイ - ロマニー・マルコ（松本大）
- キャル - セス・ローゲン（遠藤純一）
- ポーラ - ジェーン・リンチ（一城みゆ希)
- ベス - エリザベス・バンクス（本田貴子）

## 日本での公開までの経緯
当初は劇場公開の予定がなく2006年（平成18年）10月26日にDVD発売が決っていたものの、ユニバーサルの宣伝部や著名人の熱い要望により、9月2日にユナイテッド・シネマとしまえん等にて順次公開された。
公開が決定記念に2006年（平成18年）8月24日試写会のイベントにて、東京・六本木のオリベホールにて、みうらじゅんと山田五郎の「童貞（D.T.）ザ・ナイト」が開催され、飯島愛がゲスト出演した。